# V Jump
V Jump (Vジャンプ?, Bui Janpu) è una rivista giapponese di manga shōnen pubblicata da Shūeisha a partire dal 1993, che si occupa anche di videogiochi.

## Storia
La lettera "V" in V Jump è un'abbreviazione di Videogiochi, su cui si basa la rivista. V Jump da recensioni ed informazioni per molti videogiochi come la serie di Dragon Quest, o al contrario di videogiochi che si basano su manga. Inoltre la rivista ha come buoni anche delle carte di Yu-Gi-Oh!, Bleach, Dragon Ball Z, e altri.

## Serie manga
| Manga                                                                          | Serializzazione | Mangaka                                          |
| ------------------------------------------------------------------------------ | --------------- | ------------------------------------------------ |
| Dragon Ball Heroes Victory Mission (ドラゴンボールヒーローズ Victory Mission?) | settembre 2012  | Toyotarō                                         |
| Dragon Ball Super (ドラゴンボール超?)                                          | giugno 2015     | Akira Toriyama, Toyotarō                         |
| Digimon World Re:Digitize Encode (デジモンワールド リ：デジタイズ エンコード?) | aprile 2013     | Kōhei Fujino, Akiyoshi Hongo, Bandai Namco Games |
| Dragon Quest Sōten no Sōla (ドラゴンクエスト 蒼天のソウラ?)                    | dicembre 2012   | Yūki Nakashima, Yūji Horii, Square Enix          |
| Slime Dawn!! (スライムドーン！！?)                                             | febbraio 2016   | Osamu Kaneko                                     |
| Z/X: Code Reunion                                                              | settembre 2017  | Urahata Tatsuhiko, Fujima Takuya                 |
| Boruto: Naruto Next Generations (BORUTO -ボルト- -NARUTO NEXT GENERATIONS-?)   | luglio 2019     | Mikio Ikemoto, Ukyo Kodachi, Masashi Kishimoto   |
| Yu-Gi-Oh! OCG Structures (遊☆戯☆王OCGストラクチャーズ?)                        | giugno 2019     | Masashi Sato                                     |

## Manga
- Boruto: Naruto Next Generations
- Dr. Slump colpisce ancora
- Combustible Campus Guardress
- Digimon Adventure V-Tamer 01
- Digimon Next
- Digimon Fusion Battles
- Dragon Ball: Episode of Bardock
- Dragon Ball Super
- Gaist Crusher First
- Go! Go! Ackman
- Haō Taikei Ryū Knight
- Inu Mayuge Deikou
- Kinnikuman II-Sei: All Chōjin Dai Shingeki
- Onmyō Taisenki
- The Fusion Clashes: Gundam Battle-Rave
- Shadow Lady
- Slime MoriMori
- Smash Bomber
- Viewtiful Joe
- Yu-Gi-Oh! GX
- Yu-Gi-Oh! R
- Yu-Gi-Oh! 5D's
- Yu-Gi-Oh! Zexal
- Yu-Gi-Oh! Arc-V